# Longtransplantatie
Een longtransplantatie is een chirurgische ingreep waarbij één of beide long(en) van een overledene naar het lichaam van een patiënt worden overgebracht (transplantatie) waarvan de longen door ziekte in zeer ernstige mate zijn aangetast.
De eerste longtransplantatie werd in 1963 uitgevoerd in de Verenigde Staten. De eerste longtransplantatie in Nederland vond pas in 1989 plaats. Het ging hier om een enkelzijdige longtransplantatie. In 1990 vond de eerste dubbelzijdige longtransplantatie plaats in het St. Antonius Ziekenhuis te Nieuwegein. Daarna werden er van 1991 tot 2001 alleen maar longtransplantaties in het Academisch Ziekenhuis Groningen uitgevoerd. Vanaf 2001 echter worden longtransplantaties tevens verricht in het Universitair Medisch Centrum Utrecht en het Erasmus MC.
Er zijn verschillende ziekten die een longtransplantatie noodzakelijk kunnen maken. Een longtransplantatie is veelal het laatste redmiddel om leven te kunnen verlengen. Denk hierbij aan ziekten als mucoviscidose (taaislijmziekte of cystische fibrose) en emfyseem. Omdat men in Nederland niet genoeg donoren heeft, wordt pas in een late fase beslist of iemand voor een longtransplantatie op de wachtlijst komt te staan.
Voordat iemand op de wachtlijst kan komen moet de patiënt eerst een screening ondergaan, zodat uitgezocht kan worden of:
- de situatie ernstig genoeg is om voor een longtransplantatie in aanmerking te komen
- de patiënt de operatie aan kan
- er medische complicaties tijdens of na de operatie kunnen optreden waar men rekening mee moet houden
- de kwaliteit van leven na de operatie nog voldoende is

Gedurende de wachttijd op de lijst zal de patiënt constant stand-by moeten staan, omdat er elk moment een oproep kan komen. De wachttijden variëren van één week tot enkele jaren. Dit is van tevoren nooit in te schatten.
Tijdens en direct na de transplantatie is de gevaarlijkste periode. Afstoting is het grootste probleem dat door de medische wetenschap nog steeds niet bevredigend is opgelost. Na de transplantatie zal men voor de rest van het leven medicijnen moeten gebruiken om de kans op afstoting tot een aanvaardbaar niveau terug te brengen. Nadeel is dat met het medicinaal onderdrukken van het eigen immuunsysteem, de gevoeligheid voor infecties toeneemt.
In een artikel uit 2007 publiceerden Amerikaanse onderzoekers de bevinding dat longtransplantatie bij kinderen met taaislijmziekte slechts in zeer weinig gevallen (ca. 1%) tot een levensverlengend effect leidt.